# Штормове газоконденсатне родовище
Штормове газоконденсатне родовище належить до Причорноморсько-Кримської нафтогазоносної області Південного нафтогазоносногу регіону України.

## Опис
Розташоване на шельфі Чорного моря в Північно-Кримській тектонічній зоні Каркінітсько-Північно-Кримського прогину. Структура виявлена в 1978 р., пошуково-розвідувальне буріння — 1981–1994 рр. Продуктивними є мікрокристалічні тріщинуваті вапняки нижнього палеоцену.
Тип покладу — масивно-пластовий, склепінчастий. Режим покладу пружноводонапірний. Дослідно-промислова розробка родовища розпочата в 1993 р. з морської стаціонарної платформи. Середній робочий дебіт свердловин 200 тис. м³/добу при депресіях 7–11 МПа. Планується розробка родовища 16-ма свердловинами з двох морських платформ. Запаси початкові видобувні категорій А+В+С1: газу — 16 574 млн м³; конденсату — 1 272 тис.т.

## Історія

### Російсько-українська війна
Морська стаціонарна платформа МСП-17 на Штормовому газоконденсатному родовищі була захоплена РФ ще у 2014 році разом з іншими буровими платформами «Чорноморнафтогазу». Ще станом на 2018 рік було відомо, що на захопленій у 2014 році МСП-17 РФ розмістив оглядову радіолокаційну станцію типу «Нева-БС», а також засоби гідроакустичної локації. Приблизно 8-9 серпня 2024 року платформа МСП-17 була знищена ВМС ЗС України спільно з Головним управління розвідки Міністерства оборони України.